# سيد توفيق السيد
سيد توفيق السيد (ولد في 30 آب / أغسطس 1942) هو لاعب كرة السلة مصري. شارك في بطولة الرجال في الألعاب الأولمبية الصيفية عام 1972.

## روابط خارجية
- سيد توفيق السيد على موقع الاتحاد الدولي لكرة السلة (الإنجليزية)
- سيد توفيق السيد على موقع سبورتس رفرنس (الإنجليزية)
- سيد توفيق السيد على موقع أوليمبيديا (الإنجليزية)